# Fawzi Benkhalidi
Fawzi Benkhalidi (3 febbraio 1963) è un ex calciatore algerino, di ruolo centrocampista.

## Carriera

### Nazionale
Con la Nazionale algerina ha partecipato ai Mondiali 1986.

## Palmarès

### Club
- Coppa d'Algeria: 1

USM Alger: 1987-1988